# Zhaowanzhuang (köpinghuvudort i Kina, Jiangsu Sheng, lat 32,74, long 120,17)
Zhaowanzhuang är en köpinghuvudort i Kina. Den ligger i provinsen Jiangsu, i den östra delen av landet, omkring 150 kilometer nordost om provinshuvudstaden Nanjing. Antalet invånare är 52 050. Befolkningen består av 25 032 kvinnor och 27 018 män. Barn under 15 år utgör 11,0 %, vuxna 15-64 år 72 %, och äldre över 65 år 15,0 %.
Runt Zhaowanzhuang är det tätbefolkat, med 762 invånare per kvadratkilometer. Närmaste större samhälle är Dainan, 4,7 km sydväst om Zhaowanzhuang. Trakten runt Zhaowanzhuang består till största delen av jordbruksmark.
Genomsnittlig årsnederbörd är 1 148 millimeter. Den regnigaste månaden är juli, med i genomsnitt 241 mm nederbörd, och den torraste är januari, med 30 mm nederbörd.